# EPrix van Berlijn 2021
De ePrix van Berlijn 2021 werd gehouden over twee races op 14 en 15 augustus 2021 op twee verschillende layouts van het Tempelhof Airport Street Circuit. Dit waren de veertiende en vijftiende races van het zevende Formule E-seizoen. Deze races vormden de seizoensafsluiter. De eerste race werd gehouden op het normale circuit, terwijl voor de tweede race van het weekend de layout werd omgekeerd.
De eerste race werd gewonnen door Audi-coureur Lucas di Grassi, die zijn tweede overwinning van het seizoen behaalde. Edoardo Mortara werd voor Venturi tweede, terwijl Jaguar-rijder Mitch Evans als derde eindigde.
De tweede race gewonnen door Venturi-coureur Norman Nato, die zijn eerste Formule E-zege behaalde. Oliver Rowland werd voor e.dams tweede, terwijl Mercedes-rijder Stoffel Vandoorne vanaf pole position als derde eindigde. Nyck de Vries eindigde als achtste, wat genoeg was om zijn eerste Formule E-kampioenschap te winnen. Zijn team Mercedes werd tevens gekroond tot kampioen bij de teams.

## Race 1

### Kwalificatie
| Pos                 | No | Coureur                | Team             | Q1       | Q2       | Grid |
| ------------------- | -- | ---------------------- | ---------------- | -------- | -------- | ---- |
| 1                   | 25 | Jean-Éric Vergne       | Techeetah-DS     | 1:06.239 | 1:06.227 | 1    |
| 2                   | 13 | António Félix da Costa | Techeetah-DS     | 1:06.486 | 1:06.300 | 2    |
| 3                   | 11 | Lucas di Grassi        | Audi             | 1:06.555 | 1:06.427 | 3    |
| 4                   | 48 | Edoardo Mortara        | Venturi-Mercedes | 1:06.426 | 1:06.442 | 4    |
| 5                   | 71 | Norman Nato            | Venturi-Mercedes | 1:06.425 | 1:06.489 | 5    |
| 6                   | 23 | Sébastien Buemi        | e.dams-Nissan    | 1:06.509 | 1:07.011 | 6    |
| 7                   | 20 | Mitch Evans            | Jaguar           | 1:06.568 |          | 7    |
| 8                   | 27 | Jake Dennis            | Andretti-BMW     | 1:06.592 |          | 8    |
| 9                   | 99 | Pascal Wehrlein        | Porsche          | 1:06.612 |          | 9    |
| 10                  | 28 | Maximilian Günther     | Andretti-BMW     | 1:06.627 |          | 10   |
| 11                  | 22 | Oliver Rowland         | e.dams-Nissan    | 1:06.658 |          | 11   |
| 12                  | 10 | Sam Bird               | Jaguar           | 1:06.713 |          | 15   |
| 13                  | 33 | René Rast              | Audi             | 1:06.729 |          | 12   |
| 14                  | 37 | Nick Cassidy           | Virgin-Audi      | 1:06.736 |          | 13   |
| 15                  | 36 | André Lotterer         | Porsche          | 1:06.789 |          | 14   |
| 16                  | 29 | Alexander Sims         | Mahindra         | 1:06.814 |          | 16   |
| 17                  | 88 | Tom Blomqvist          | NIO              | 1:06.837 |          | 17   |
| 18                  | 7  | Sérgio Sette Câmara    | Dragon-Penske    | 1:06.852 |          | 18   |
| 19                  | 17 | Nyck de Vries          | Mercedes         | 1:06.902 |          | 19   |
| 20                  | 8  | Oliver Turvey          | NIO              | 1:06.948 |          | 20   |
| 21                  | 94 | Alex Lynn              | Mahindra         | 1:06.972 |          | 21   |
| 22                  | 5  | Stoffel Vandoorne      | Mercedes         | 1:07.006 |          | 22   |
| 23                  | 4  | Robin Frijns           | Virgin-Audi      | 1:07.156 |          | 23   |
| 24                  | 6  | Joel Eriksson          | Dragon-Penske    | 1:07.815 |          | 24   |
| 110%-tijd: 1:12.862 |    |                        |                  |          |          |      |

### Race
| Pos | No | Coureur                | Team                      | Rondes | Tijd/Oorzaak uitval | Grid | Punten |
| --- | -- | ---------------------- | ------------------------- | ------ | ------------------- | ---- | ------ |
| 1   | 11 | Lucas di Grassi        | Audi                      | 38     | 46:22.528           | 3    | 25     |
| 2   | 48 | Edoardo Mortara        | Venturi-Mercedes          | 38     | +0.141              | 4    | 18     |
| 3   | 20 | Mitch Evans            | Jaguar                    | 38     | +5.499              | 7    | 15     |
| 4   | 71 | Norman Nato            | Venturi-Mercedes          | 38     | +5.589              | 5    | 12     |
| 5   | 27 | Jake Dennis            | Andretti-BMW              | 38     | +5.830              | 8    | 10     |
| 6   | 25 | Jean-Éric Vergne       | Techeetah-DS              | 38     | +6.411              | 1    | 12     |
| 7   | 13 | António Félix da Costa | Techeetah-DS              | 38     | +6.777              | 2    | 6      |
| 8   | 28 | Maximilian Günther     | Andretti-BMW              | 38     | +7.562              | 10   | 4      |
| 9   | 33 | René Rast              | Audi Sport ABT Schaeffler | 38     | +7.798              | 12   | 3      |
| 10  | 36 | André Lotterer         | Porsche                   | 38     | +14.124             | 12   | 1      |
| 11  | 23 | Sébastien Buemi        | e.dams-Nissan             | 38     | +15.546             | 6    |        |
| 12  | 5  | Stoffel Vandoorne      | Mercedes                  | 38     | +16.214             | 22   |        |
| 13  | 22 | Oliver Rowland         | e.dams-Nissan             | 38     | +16.814             | 11   |        |
| 14  | 37 | Nick Cassidy           | Virgin-Audi               | 38     | +16.917             | 13   |        |
| 15  | 4  | Robin Frijns           | Virgin-Audi               | 38     | +21.278             | 23   |        |
| 16  | 6  | Joel Eriksson          | Dragon-Penske             | 38     | +23.666             | 24   |        |
| 17  | 29 | Alexander Sims         | Mahindra                  | 38     | +29.019             | 16   |        |
| 18  | 7  | Sérgio Sette Câmara    | Dragon-Penske             | 38     | +30.962             | 18   |        |
| 19  | 8  | Oliver Turvey          | NIO                       | 38     | +33.199             | 20   |        |
| 20  | 94 | Alex Lynn              | Mahindra                  | 38     | +33.438             | 21   |        |
| 21  | 99 | Pascal Wehrlein        | Porsche                   | 38     | +33.781             | 9    |        |
| 22  | 17 | Nyck de Vries          | Mercedes                  | 37     | +1 ronde            | 19   |        |
| NC  | 88 | Tom Blomqvist          | NIO                       | 32     | +6 ronden           | 17   |        |
| DNF | 10 | Sam Bird               | Jaguar                    | 8      | Elektrisch          | 15   |        |

## Race 2

### Kwalificatie
| Pos                 | No | Coureur                | Team             | Q1       | Q2        | Grid |
| ------------------- | -- | ---------------------- | ---------------- | -------- | --------- | ---- |
| 1                   | 5  | Stoffel Vandoorne      | Mercedes         | 1:06.678 | 1:06.794  | 1    |
| 2                   | 22 | Oliver Rowland         | e.dams-Nissan    | 1:06.711 | 1:06.925  | 2    |
| 3                   | 20 | Mitch Evans            | Jaguar           | 1:07.083 | 1:07.010  | 3    |
| 4                   | 29 | Alexander Sims         | Mahindra         | 1:06.887 | 1:07.041  | 4    |
| 5                   | 88 | Tom Blomqvist          | NIO              | 1:06.916 | 1:07.106  | 5    |
| 6                   | 71 | Norman Nato            | Venturi-Mercedes | 1:06.806 | geen tijd | 6    |
| 7                   | 36 | André Lotterer         | Porsche          | 1:07.088 |           | 7    |
| 8                   | 23 | Sébastien Buemi        | e.dams-Nissan    | 1:07.100 |           | 8    |
| 9                   | 27 | Jake Dennis            | Andretti-BMW     | 1:07.106 |           | 9    |
| 10                  | 99 | Pascal Wehrlein        | Porsche          | 1:07.114 |           | 10   |
| 11                  | 48 | Edoardo Mortara        | Venturi-Mercedes | 1:07.139 |           | 11   |
| 12                  | 7  | Sérgio Sette Câmara    | Dragon-Penske    | 1:07.150 |           | 12   |
| 13                  | 17 | Nyck de Vries          | Mercedes         | 1:07.162 |           | 13   |
| 14                  | 94 | Alex Lynn              | Mahindra         | 1:07.164 |           | 14   |
| 15                  | 13 | António Félix da Costa | Techeetah-DS     | 1:07.177 |           | 15   |
| 16                  | 25 | Jean-Éric Vergne       | Techeetah-DS     | 1:07.190 |           | 16   |
| 17                  | 11 | Lucas di Grassi        | Audi             | 1:07.209 |           | 17   |
| 18                  | 28 | Maximilian Günther     | Andretti-BMW     | 1:07.227 |           | 18   |
| 19                  | 33 | René Rast              | Audi             | 1:07.268 |           | 19   |
| 20                  | 8  | Oliver Turvey          | NIO              | 1:07.300 |           | 20   |
| 21                  | 4  | Robin Frijns           | Virgin-Audi      | 1:07.325 |           | 21   |
| 22                  | 10 | Sam Bird               | Jaguar           | 1:07.365 |           | 22   |
| 23                  | 6  | Joel Eriksson          | Dragon-Penske    | 1:07.461 |           | 23   |
| 24                  | 37 | Nick Cassidy           | Virgin-Audi      | 1:07.980 |           | 24   |
| 110%-tijd: 1:13.345 |    |                        |                  |          |           |      |

### Race
| Pos | No | Coureur                | Team                      | Rondes | Tijd/Oorzaak uitval | Grid | Punten |
| --- | -- | ---------------------- | ------------------------- | ------ | ------------------- | ---- | ------ |
| 1   | 71 | Norman Nato            | Venturi-Mercedes          | 36     | 1:11:57.152         | 6    | 25     |
| 2   | 22 | Oliver Rowland         | e.dams-Nissan             | 36     | +2.270              | 2    | 18     |
| 3   | 5  | Stoffel Vandoorne      | Mercedes                  | 36     | +2.837              | 1    | 19     |
| 4   | 36 | André Lotterer         | Porsche                   | 36     | +7.105              | 7    | 12     |
| 5   | 29 | Alexander Sims         | Mahindra                  | 36     | +8.453              | 4    | 10     |
| 6   | 99 | Pascal Wehrlein        | Porsche                   | 36     | +8.847              | 10   | 8      |
| 7   | 10 | Sam Bird               | Jaguar                    | 36     | +10.473             | 22   | 6      |
| 8   | 17 | Nyck de Vries          | Mercedes                  | 36     | +11.108             | 13   | 4      |
| 9   | 33 | René Rast              | Audi Sport ABT Schaeffler | 36     | +12.189             | 19   | 3      |
| 10  | 88 | Tom Blomqvist          | NIO                       | 36     | +12.679             | 5    | 1      |
| 11  | 25 | Jean-Éric Vergne       | Techeetah-DS              | 36     | +13.437             | 16   |        |
| 12  | 4  | Robin Frijns           | Virgin-Audi               | 36     | +13.748             | 21   |        |
| 13  | 94 | Alex Lynn              | Mahindra                  | 36     | +14.366             | 14   |        |
| 14  | 23 | Sébastien Buemi        | e.dams-Nissan             | 36     | +14.692             | 8    |        |
| 15  | 28 | Maximilian Günther     | Andretti-BMW              | 36     | +15.528             | 18   |        |
| 16  | 6  | Joel Eriksson          | Dragon-Penske             | 36     | +15.940             | 23   |        |
| 17  | 37 | Nick Cassidy           | Virgin-Audi               | 36     | +16.306             | 24   |        |
| 18  | 7  | Sérgio Sette Câmara    | Dragon-Penske             | 36     | +16.961             | 12   |        |
| 19  | 8  | Oliver Turvey          | NIO                       | 36     | +21.076             | 20   |        |
| 20  | 11 | Lucas di Grassi        | Audi                      | 36     | +35.155             | 17   |        |
| DNF | 13 | António Félix da Costa | Techeetah-DS              | 21     | Ongeluk             | 15   |        |
| DNF | 27 | Jake Dennis            | Andretti-BMW              | 2      | Ongeluk             | 9    |        |
| DNF | 20 | Mitch Evans            | Jaguar                    | 0      | Ongeluk             | 3    |        |
| DNF | 48 | Edoardo Mortara        | Venturi-Mercedes          | 0      | Ongeluk             | 11   |        |

## Eindstanden wereldkampioenschap

### Coureurs
| Positie | No. | Rijder                 | Team             | Punten |
| ------- | --- | ---------------------- | ---------------- | ------ |
| 01      | 17  | Nyck de Vries          | Mercedes         | 99     |
| 02      | 48  | Edoardo Mortara        | Venturi-Mercedes | 92     |
| 03      | 27  | Jake Dennis            | Andretti-BMW     | 91     |
| 04      | 20  | Mitch Evans            | Jaguar           | 90     |
| 05      | 4   | Robin Frijns           | Virgin-Audi      | 89     |
| 06      | 10  | Sam Bird               | Jaguar           | 87     |
| 07      | 11  | Lucas di Grassi        | Audi             | 87     |
| 08      | 13  | António Félix da Costa | Techeetah-DS     | 86     |
| 09      | 5   | Stoffel Vandoorne      | Mercedes         | 82     |
| 10      | 25  | Jean-Éric Vergne       | Techeetah-DS     | 80     |

### Constructeurs
| Positie | Team             | Punten |
| ------- | ---------------- | ------ |
| 01      | Mercedes         | 181    |
| 02      | Jaguar           | 177    |
| 03      | Techeetah-DS     | 166    |
| 04      | Audi             | 165    |
| 05      | Virgin-Audi      | 165    |
| 06      | Andretti-BMW     | 157    |
| 07      | Venturi-Mercedes | 146    |
| 08      | Porsche          | 137    |
| 09      | Mahindra         | 132    |
| 10      | e.dams-Nissan    | 97     |